# Sumpfschwalbe

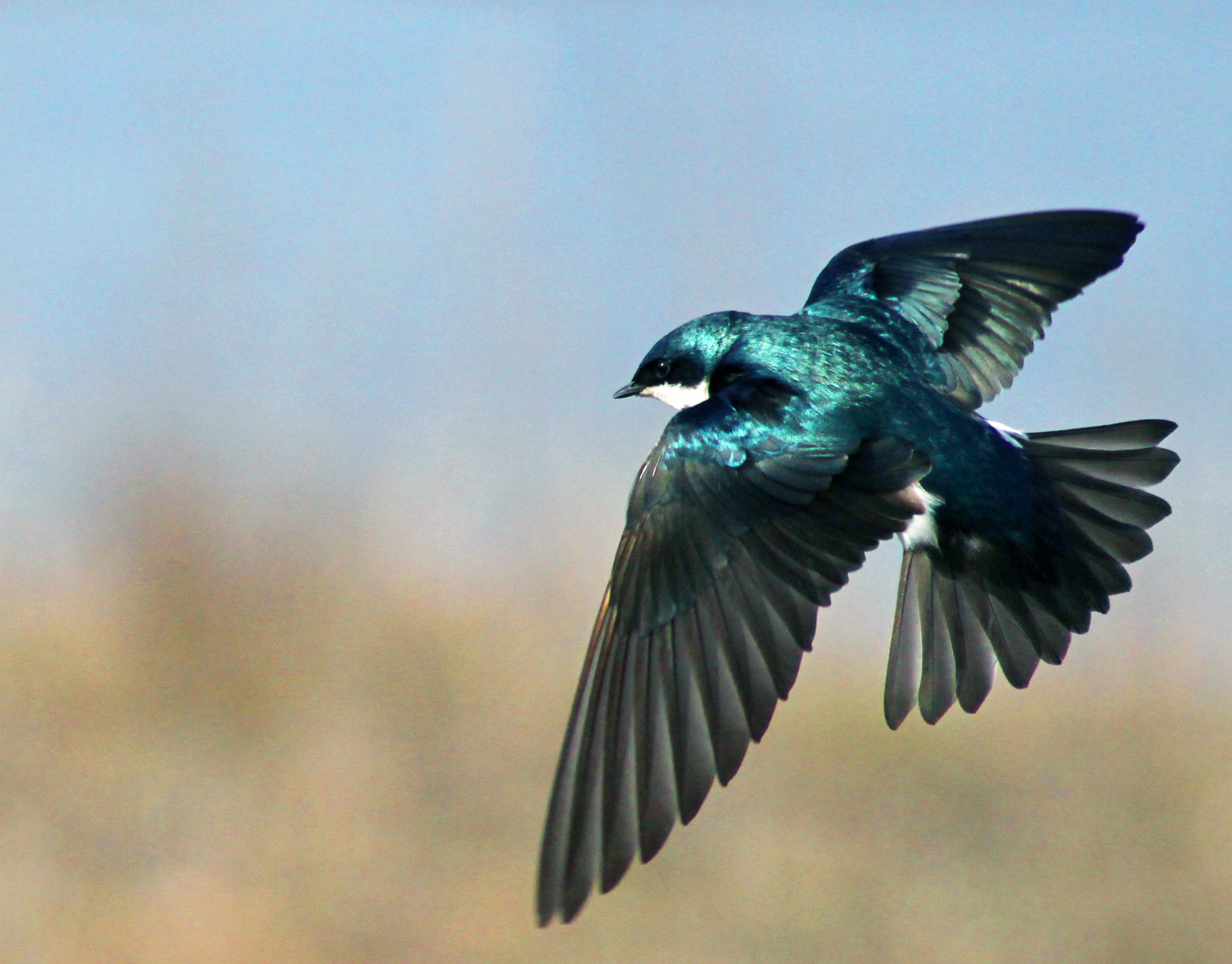
Sumpfschwalbe im Flug

Die Sumpfschwalbe (Tachycineta bicolor) ist ein Singvogel, der im Norden Nordamerikas brütet und in Mexiko, Zentralamerika und der Karibik überwintert.

## Merkmale
Die Sumpfschwalbe erreicht eine Körperlänge von gut 14 bis 15 Zentimeter sowie ein Gewicht von 18 bis 22 Gramm. Die Geschlechter weisen weder in der Größe noch in der Gefiederfärbung einen Geschlechtsdimorphismus auf. Der Kopf, das Rückengefieder sowie die Flügel sind überwiegend dunkelblau bis blauschwarz gefärbt. Die Kehle, die Brust und die Bauchseite ist weißlich gefärbt. Das bläuliche Gefieder schimmert bei Lichteinfall metallisch. Die Unterseite der Flügel ist hellbraun gefärbt. Die Außenfahnen der Flügel sind meist schwarz gefärbt. Im Bereich der Augen zeigt sich eine schwarze Augenbinde. Die langen Flügel reichen bis über den Schwanz hinaus. Die Beine sind recht kurz. Das Gleiche gilt auch für die Zehen. Beides ist ein Indiz für die fehlende Bewegung auf dem Erdboden. Extremitäten und Zehen sind bräunlich gefärbt. Der Schnabel weist eine schwarze Färbung auf. Die Jungvögel ähneln in der Gefiederfärbung den erwachsenen Vögeln. Nur die bläulichen Gefiederteile sind teilweise bräunlich.

## Verbreitung
Die Sumpfschwalbe ist eine nearktische Art. Sie brütet in Nordamerika nördlich bis an die Baumgrenze in Alaska, im zentralen Yukon (Territorium) und in den Nordwest-Territorien, an den südlichen Ufern der Hudson Bay sowie im Süden von Québec und im Osten Labradors. Die südlich Verbreitungsgrenze verläuft durch die US-Bundesstaaten Virginia, Tennessee, Kansas, Neu-Mexiko und Kalifornien. Sie ist ein obligatorischer Zugvogel, die in den Süden der Vereinigten Staaten, nach Mexiko und die Ostküste Zentralamerikas zieht.

## Lebensweise

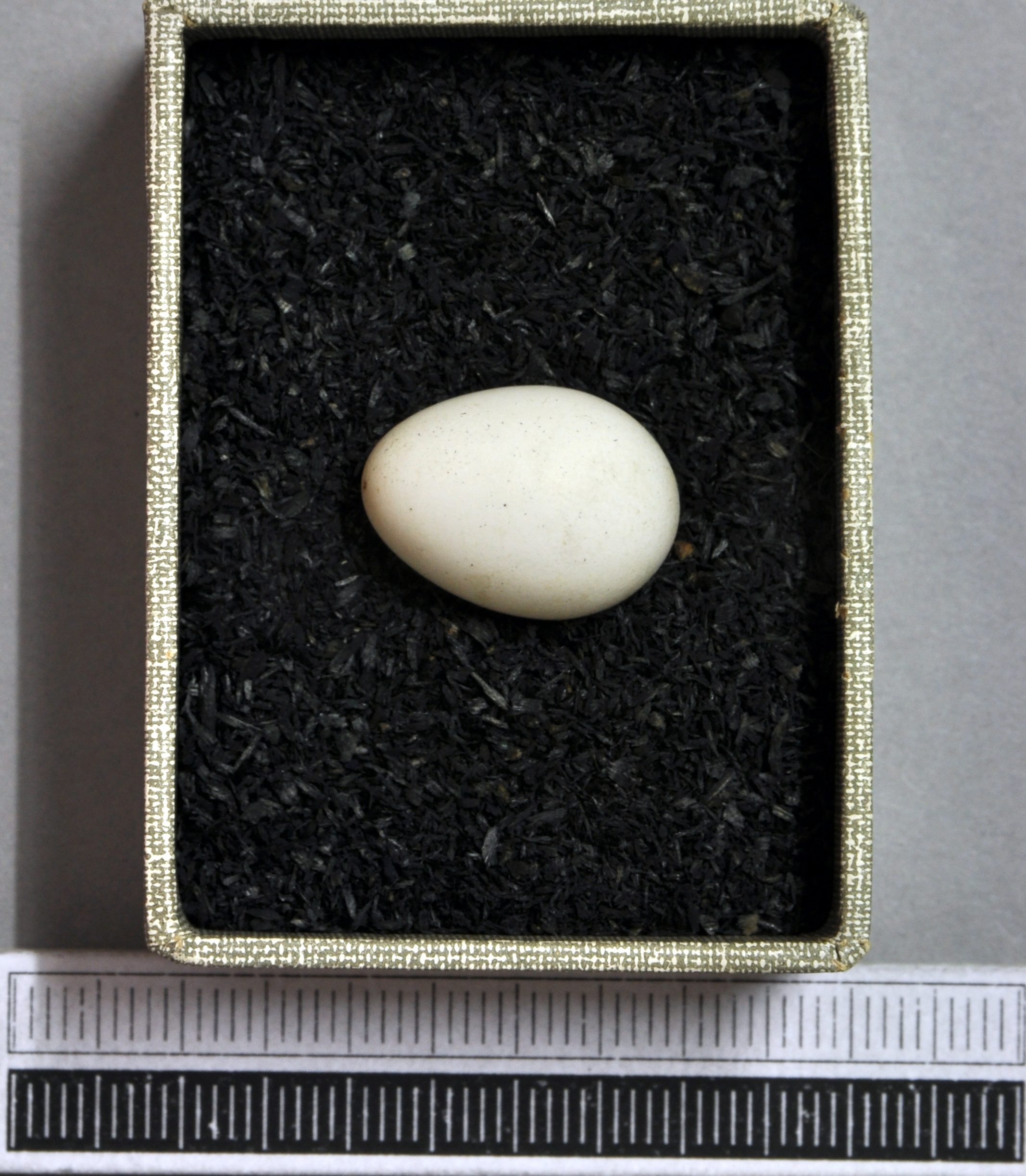
Ei, Sammlung Museum Wiesbaden

Der Vogel, der oft in großen Trupps auftritt, fängt Insekten im Flug. Daneben ernährt er sich von Beeren, darunter Lorbeerfrüchte, die nur wenige Vogelarten verdauen können.
Das Brutpaar baut in künstlichen oder natürlichen Höhlen in der Nähe des Wassers ein napfförmiges Nest aus pflanzlichen Material. Vier bis sechs Eier werden von Weibchen 15 Tage lang bebrütet. Nach 16–30 Tagen werden die Jungvögel flügge.

## Belege

### Einzelbelege
1. ↑   Sale, S. 290
2. ↑   Sale, S. 290
3. ↑   Sibley, S. 293